# Europäisches Institut für Weltraumpolitik
Das Europäische Institut für Weltraumpolitik, kurz ESPI (von englisch European Space Policy Institute), mit Sitz in Wien, ist eine von der Europäischen Weltraumorganisation (ESA) zusammen mit der österreichischen Weltraumagentur (Agentur für Luft- und Raumfahrt ALR) initiierte Denkfabrik zur Weltraumpolitik.
Der Auftrag von ESPI besteht darin, wissenschaftliche Studien zu strategischen Weltraumfragen zu verfassen sowie Diskussionen und Fachmeinungen einzuholen, welche mittel- oder langfristige Grundlagen für Entscheidungsträger in Sachen Weltraumpolitik vorrangig für Europa begründen, und Beratungsleistungen zu erbringen.

## Gründung
Begründet wurde das Institut im November 2003 aufgrund eines Ratsbeschlusses der ESA aus 2002 auf Grundlage der Empfehlungen an den Generaldirektor der ESA durch das Long Term Space Policy Committee (2000). Es ist als österreichischer Verein sui Generis mit Sitz in Wien organisiert und wird gemeinsam von der ESA und der ALR (vormals Austrian Space Agency, heute Teil der Österreichischen Forschungsförderungsgesellschaft mbH – FFG) betreut. Gründungspersönlichkeiten waren Klaus Pseiner und Harald Posch (1955–2015), Schirmherrschaft übernahm seinerzeit das Bundesministerium für Verkehr, Innovation und Technologie (BMVIT) unter Vizekanzler Hubert Gorbach.

## Funktion und Ziele
Durch seine Beiträge und Aktivitäten soll ESPI beitragen die Entscheidungsprozesse, die Sensibilisierung für neue Weltraumtechnologien und deren Anwendungen den Meinungsbildnern, dem breiten Publikum sowie den Nutzergemeinschaften, aber auch Forschern und Studentinnen und Studenten für Arbeiten im Bereich Weltraum in Europa und der Welt zur Verfügung zu stellen.
Um diese Ziele zu erfüllen, stützt sich ESPI auf ein weltweites Expertennetzwerk sowie auf Exzellenzzentren, die mit den Analysten von ESPI zusammenarbeiten. ESPI besitzt eine Online-Bibliothek.
Leitvorstellungen sind:
- Ein Interessenkatalysator in der Weltraum Community
- Eine Antenne um die Arbeiten im Bereich Weltraum in der Welt zu beobachten und die Europäische Weltraumpolitik zu fördern
- Der Stützpunkt für Netzwerke und assoziierte Think tanks für eine Weltraumstrategie für Europa.
- Das Analyseforum für die europäische Strategie im Weltraumbereich.
- Ein Gast- und Unterstützungsinstitut für Forscher und Studierende; die am Weltraum interessiert sind.

ESPI erfüllt seit 2008 die Funktion des Sekretariates der European Interparliamentary Space Conference (EISC) und ist seit 2006 auch Berater der jeweiligen EU-Präsidentschaft/EU-Ratsvorsitz. ESPI hat seit 2004 den Beobachter-Status bei der UNO im Ausschuss für die friedliche Nutzung des Weltraums (COPUOS).

## Mitglieder
Die Mitgliedschaft ist grundsätzlich allen Beteiligten aus dem Weltraumbereich offen, nationalen Weltraumagenturen, Interregierungsorganisationen aus Politik und Forschung, Instituten, Universitäten, Industrie und anderen Interessierten. Über die Aufnahme entscheidet die Generalversammlung auf Empfehlung des Leitungsorgans.
Derzeitige Mitglieder: Arianespace, Agenzia Spaziale Italiana (ASI), Belgian High Representation for Space Policy (BHRS), Centro para el Desarrollo Tecnológico Industrial (CDTI), Centre national d’études spatiales (CNES), Deutsches Zentrum für Luft- und Raumfahrt (DLR), EADS Astrium, Europäische Weltraumorganisation (ESA), EUMETSAT, Eutelsat, Österreichische Forschungsförderungsgesellschaft (FFG), Norsk Romsenter (NRS), Agenția Spațială Română (ASR), SES, Telespazio, Thales Alenia Space

## Organisation und Finanzierung
Das Institut – von der ESA und von der Republik Österreich gänzlich unabhängig – wird von einem Direktor (vormals Generalsekretär) und einem Treasurer (Kassier) als gemeinsames Leitungsorgan geführt. Diese werden von der Generalversammlung für eine Periode von drei Jahren bestellt. Die Generalversammlung der Mitglieder (General Assembly) entscheidet jährlich über das Arbeitsprogramm und die Finanzen.
Ein Beirat (Advisory Council) aus Experten in Sachen Weltraum berät und empfiehlt das inhaltliche Arbeitsprogramm des Leitungsorgans. Der Erste Generalsekretär/Direktor war der Franzose Serge Plattard von CNES (2003–2007) der seither durch den deutschen Kai-Uwe Schrogl vom DLR abgelöst wurde. Der erste Treasurer über zwei Funktionsperioden inklusive der Gründung war Michel A. Jakob (2002–2009), der durch Wolfgang Würz von der FFG abgelöst wurde.
Österreich fördert das Institut mit etwa 180.000 €/Jahr, die ESA fördert ebenfalls, rund 200.000 €/Jahr, nebst Personalbeistellungen durch Mitglieder. Die Mitgliedsbeiträge und Verkäufe von Publikationen und Vorträgen sowie Konferenzen tragen rund 100.000 € im Jahr dem Budget bei. ESPI legt eine Bilanz, die von einem Wirtschaftsprüfer testiert wird und von den Rechnungshöfen der EU und Österreichs sowie durch das Audit der ESA geprüft werden.
ESPI hat derzeit rund 20 Mitarbeiter.

## Wissenschaftlichen Projekte
ESPI steht für die Auswertung und Erarbeitung einer wissenschaftlich unabhängigen und vollständigen Weltraumpolitik. Die Forschungsergebnisse stehen allen durch Weltraumfragen betroffenen Gremien und Einrichtungen innerhalb Europas zur Verfügung.
Die meist großen Projekte (Basis-Projekte) werden vom Leitungsorgan oder auf Vorschlag eines Mitgliedes nach Prüfung durch den Beirat empfohlen und von der Generalversammlung bewilligt. Auftragsprojekte werden durch externe Auftraggeber beauftragt, müssen jedoch den Kriterien des Institutes entsprechen.

## Publikationen
- Yearbook on Space Policy, Springer Wien/New York
- Studies in Space Policy, Springer Wien/New York
- Perspectives, monatlich
- Executive Briefs, Quartalsblätter